# Oberea subsuturalis
Oberea subsuturalis là một loài bọ cánh cứng trong họ Cerambycidae.